# Rosenthal-Bielatal
Rosenthal-Bielatal là một thị xã thuộc huyện Sächsische Schweiz-Osterzgebirge, trong bang tự do Sachsen, Đức. Đô thị này có diện tích 46,45 ki lô mét vuông, dân số thời điểm ngày 31 tháng 12 năm 2006 là 1714 người.